# PM3 (chemie)
PM3 (neboli Parametrizovaný Model číslo 3) je semi-empirickou metodou výpočetní chemie, která slouží ke kvantovým výpočtům elektronové struktury molekul. Metoda je založená na aproximaci NDDO (aproximace zanedbání rozdílných dvouatomových překryvů).
Metoda PM3 užívá shodného formalismu a rovnic s metodou AM1. Mezi jediné rozdíly patří:
1. PM3 užívá dvě Gaussian funkce pro jádro repulsní funkce (AM1 užívá od 1 po 4 funkce pro jeden prvek)
2. Číselné hodnoty parametrů jsou odlišné. Metoda AM1 čerpá řadu hodnot parametrů ze spektroskopických měření, zatímco metoda PM3 považuje tyto hodnoty za optimalizovatelné.

Metoda byla vyvinuta J. J. P. Stewartem a poprvé publikována v roce 1989. Metoda je implementována do softwaru MOPAC (vedle odpovídajících metod RM1, AM1, MNDO a MINDO) a některých dalších programů, mezi něž patří Gaussian, CP2K, GAMESS (US), GAMESS (UK), PC GAMESS, Chem3D, AMPAC, ArgusLab, BOSS a SPARTAN.